# 瓦葺利夫
瓦葺 利夫（かわらぶき としお、1941年5月5日 - ）は、日本の経営者。松屋フーズの創業者。長男は瓦葺一利。

## 来歴
茨城県北茨城市関南町出身。1966年に早稲田大学商学部を卒業。中華料理店を開業した後の1980年に松屋フーズを設立し、社長に就任。2009年6月に会長に就任。
2018年4月に旭日小綬章を受章。